# Johann I. von Isenburg
Johann I. von Isenburg, auch von Eisenburg, Eisenberg; Isenberg (* um 1300 in Meißen; † 4. Januar 1370 ebenda) war Bischof von Meißen.

## Leben
Johann stammte aus einer Ministerialenfamilie, die im 15. Jh. erloschen ist und deren Name auf die Ortschaft Eisenberg, Gemeinde Moritzburg zurückzuführen ist. Sein Vater war Hermann Eisenberg und seine Mutter Gertrude Küchenmeister. Um 1330 trat er in die Dienste der Markgrafen von Meißen und war Schreiber bei Friedrich II dem Ernsthaften. Ihn begleitete er 1339 zu Kämpfen gegen den französischen König Philipp VI. Für seine Treue erhielt er 1334 ein Kanonikat im Marienstift von Eisenach, einige Zeit später auch ein Kanonikat am Meißner Dom, wo er 1339 zum Propst aufstieg. 1342 wurde er Bischof von Meißen, was er dreißig Jahre lang blieb.
Während seiner Amtszeit war sein Bistum dem zunehmenden Einfluss Kaiser Karls IV. ausgesetzt, der die Eingliederung des Meißner Bistums in seinen Herrschaftsbereich anstrebte, was er auch damit erreichte, dass der Prager Erzbischof Johann Očko von Wlašim 1365 zum päpstlichen Legaten für das Bistum ernannt wurde. Johann, der sich überwiegend auf seiner Residenz in Nossen aufhielt, ließ 1359 den Meißner Dom weiter ausbauen, erweiterte dessen Kirchengüter mit einem Altar und brachte seinen Bruder Heinrich an das Meißner Domkapitel.
Seine Begräbnisstätte fand sich den Schriften folgend „in monasterio ante altare S. Crucis“ – vor dem Mittelteil des Lettners im Dom zu Meißen, lokalisiert zwischen den Grabstätten von Bischof Withego I. und Bischof Nikolaus I. Es handelte sich um eine Figurengrabplatte, die den Bischof in vollem Ornat und mit zwei Wappenschilden zeigte: seinem Familienwappen (Herrn von Isenberg) und dem Wappen des Stifts Meißen. Die überlieferte Inschrift zeigt, dass der Bischof unter seinem Monument auch seinen Begräbnisort fand: „... huius ecclesie episcopus hic sepultus ...“ (s. Wäß 2006, Kat. Nr. 607)